# Szigeti György (lelkész)
Szigeti György (Hajdúszoboszló, 1724. – Dancsháza, 1808. február 4.) református lelkész.

## Élete
Debrecenben tanult, ahol 1762 őszétől senior volt, majd 1763-tól külföldön ismeretlen helyen tanult. Miután hazatért, a balkányi egyházban volt lelkész 1765-től 1779-ig, ekkor Mikepércsre kerület, majd 1791-től Szerepen 1796-tól Monostorpályiban, 1800-tól Dancsházán működött mint lelkész egészen haláláig.

## Művei
- A jó életnek és halálnak mestersége. Pictet Benedek után. Győr, 1786.
- Kis biblia, az az: ker. embernek hite s tisztje. Uo. 1787.

Üdvözlő verset írt Weszprémi Istvánhoz (1787.).